# Вільям Талман
Вільям Талман (1650—1719; англ. William Talman) — англійський бароковий та ландшафтний архітектор.

## Життєпис
Народився в провінції, в садибі Есткот-хаус, графство Вілтшир.
Головний вчитель майбутнього архітектора і садівника Вільям Талмана — Крістофер Рен, математик і архітектор.
Багато працював садівником і ландшафтним архітектором у багатих садибах провінційної Англії. Серед перших значних творів Вільяма Талмана-архітектора — палац Чатсворт-хаус і сад бароко, Північний Девоншир, створені в період 1687—1696 років. Палац Чатсворт-хаус вважають першим заміським палацом Великої Британії, створеним в національному стилі бароко.
Значний досвід садівника обумовив призначення Вільяма Талмана (разом з Джорджем Лондоном) на посаду першого помічника Вільяма Бентіка, головного керівника-охоронця королівських садів. Праця зблизила Талмана з Кристофером Реном, який залучив того для відновлення палацу Хемптон-Корт та його садів.
Характер Вільяма Талмана вважали важким, чому сприяв вплив відгуків Чарльза Ховарда, 3-й графа Карлайла. Це сприяло тому, що дві відомі велетенські споруди провінційної Англії — замок Ховард та Бленхеймський палац — доручили проектувати і будувати не йому, а архітектору — аматору Джону Ванбру.
Вільям Талман помер в 1719 році.

## Чатсворт-хаус

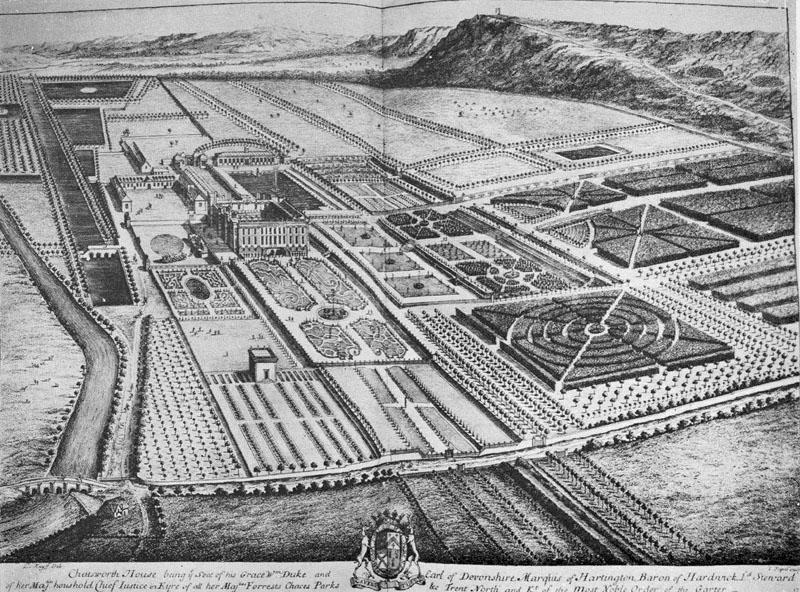
Вільям Талман. Чатсворт-хаус, генеральний план.

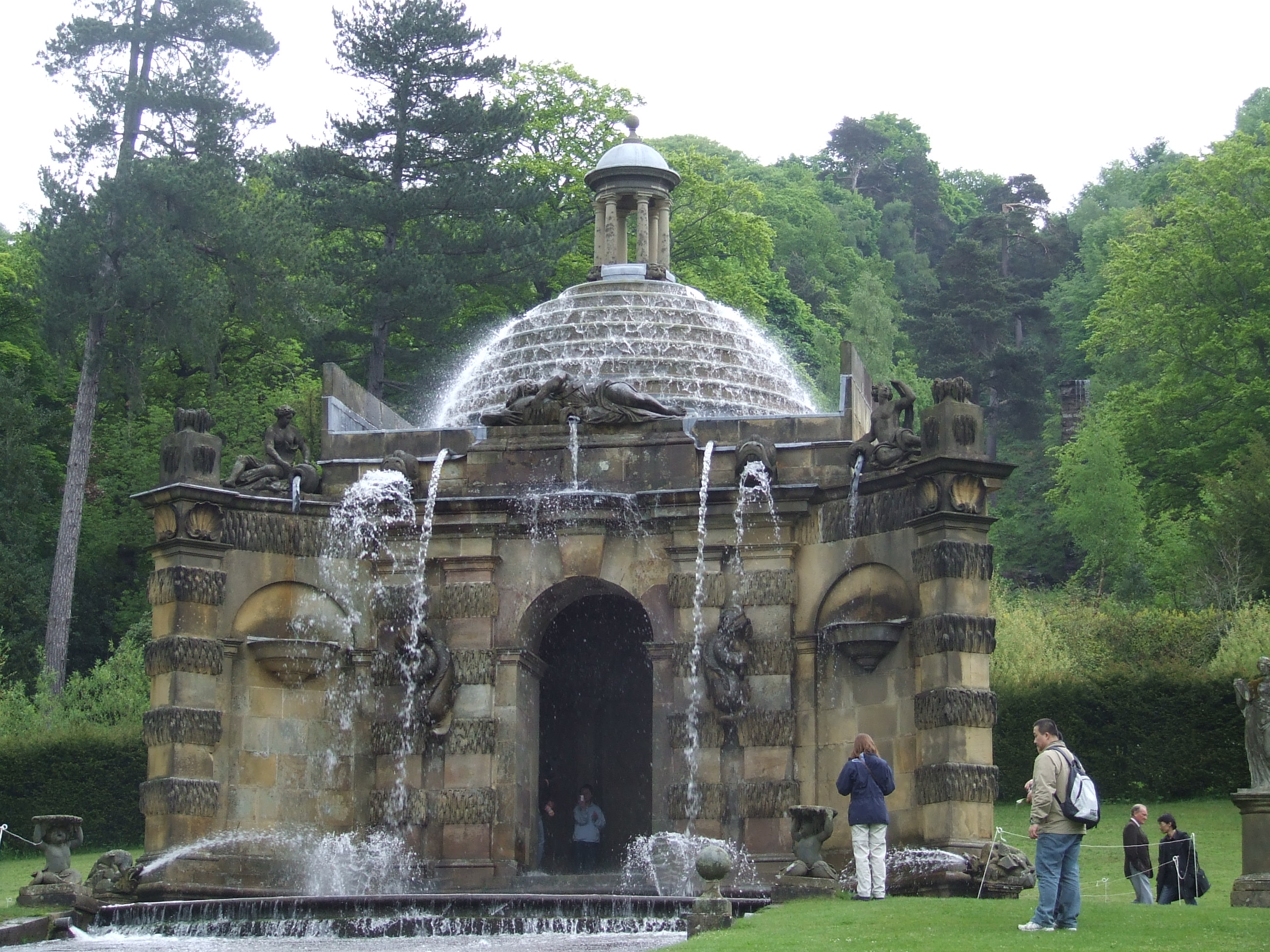
Будинок-каскад.

Садиба Чатсворт-хаус була запланована як садово-парковий ансамбль французького зразка, що вже мали розповсюдження на європейському континенті, перш за все в Голландії. Розвинені традиції садівництва, більш стриманий характер голландського бароко — впливали на садово-паркове мистецтво в Британії. Частково на процес впливали і смаки нового короля Англії — Вільгельма III Оранського, нідерландця за походженням.
Ансамбль у Чатсворт-хаус почався з добудов до старовинної споруди часів Тюдорів, а закінчився створенням палацу нового типу і велетенського саду, не створеного повністю відповідно первісного плану. Ансамбль вже мав осьову побудову, але повної симетрії план не мав. Збережені і характерні для садів Англії атракції, притаманні ним з доби бароко, той же лабіринт. Серед ефектних садових споруд-павільйонів нового типу — Будинок-каскад, створений на сусідньому схилі обабіч палацу.

## Вибрані твори

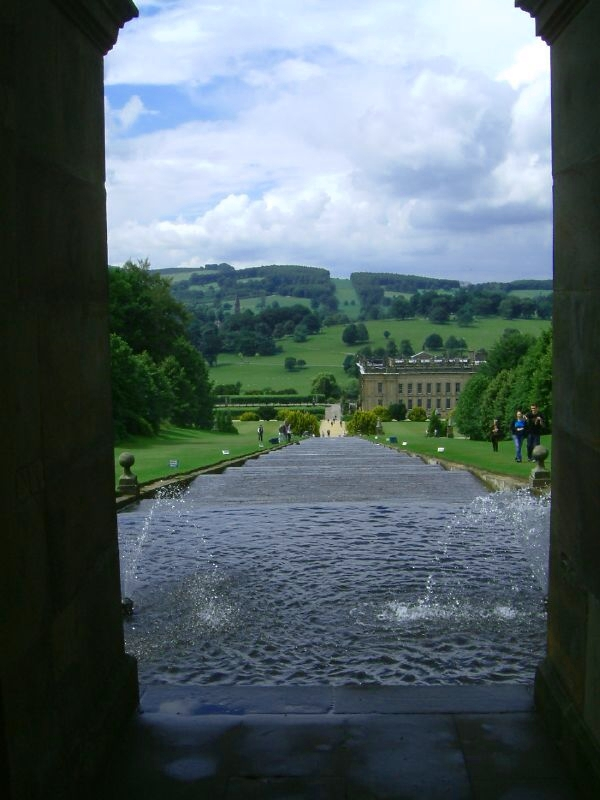
Будинок-каскад в садибі Чатсворт-хаус, вигляд з гори.

- Чатсворт-хаус, Північний Девоншир (1687—1696)
- Сволловфілд Парк, Беркшир (1689 р.)
- Аппарк, Вест Сусекс (1690 р.)
- Замок Лоутер, (1692 р)
- Дірхем парк, Глостершир (1698 р.)
- Фтчем Парк хаус, (1699 р.)
- Хенбері Холл, Вустершир
- Херьярд Парк, (1700 р.)
- Кімберлі Холл, (1700 р.)
- Мілтон Холл, Питерборо ()
- Вандершейр Парк, Кент (1705 р.)
- Кеннонс, Едгвейр (1713 р.)
- церква Святої Анни, Сохо, Лондон